# Wacław Janaszek
Wacław Piotr Janaszek ps. „Bolek”, „Jaryna”, „Wacek” (ur. 1 grudnia 1903 w Radomiu, zm. 27 września 1944 w Warszawie) – polski inżynier, major saperów Wojska Polskiego.

## Życiorys
Wacław Piotr Janaszek urodził się 1 grudnia 1903 w Radomiu, w rodzinie Józefa i Genowefy z Kubickich. W latach 1920–1923 był uczniem Korpusu Kadetów Nr 2 w Modlinie. W okresie od lipca do października 1920, w czasie wojny z bolszewikami pełnił ochotniczo służbę w Wojsku Polskim. W październiku 1923 rozpoczął naukę w Oficerskiej Szkole Inżynierii w Warszawie. 1 października 1925 został mianowany podporucznikiem i wcielony do 5 pułku saperów w Krakowie. 30 września 1926, po ukończeniu szkoły oficerskiej, rozpoczął służbę w 5 pułku saperów. W kwietniu 1928 został przeniesiony do batalionu szkolnego saperów w Modlinie, a w sierpniu 1930 do Centrum Wyszkolenia Saperów w Modlinie. 17 października 1930 został członkiem Komisji Doświadczalnej Saperów. W latach 1936–1939 był słuchaczem w Wyższej Szkole Inżynierii w Warszawie. W marcu 1939 był oficerem odkomenderowanym z batalionu mostowego w Modlinie.
W czasie kampanii wrześniowej pełnił służbę w Dowództwie Saperów Armii „Pomorze”. Od końca 1939 w konspiracyjnej organizacji Służba Zwycięstwu Polski. Następnie był redaktorem pisma Żołnierz Polski. Od 1942 pełnił funkcję szefa sztabu Kierownictwa Dywersji Komendy Głównej Armii Krajowej.
Od 1 sierpnia 1944, w czasie powstania warszawskiego, był szefem sztabu Zgrupowania „Radosław”. Od 8 sierpnia 1944 przez kilka następnych dni pełnił obowiązki dowódcy Zgrupowania, w zastępstwie rannego podpułkownika Jana Mazurkiewicza. Między innymi dowodził zgrupowaniem w czasie walk w obronie cmentarzy wolskich. 25 sierpnia 1944 został ciężko ranny w rejonie ul. Koźlej. 27 września 1944 został zamordowany przez Niemców w szpitalu powstańczym przy ul. Drewnianej 8 na Powiślu. Pochowany na Powązkach Wojskowych wraz z majorem Mieczysławem Kurkowskim w kwaterach powstańczych (kwatera A24-6-11).

## Awanse
- podporucznik – 1 października 1925 ze starszeństwem z dniem 1 lipca 1925 i 1. lokatą w korpusie oficerów inżynierii i saperów[6]
- porucznik – 15 lipca 1927 ze starszeństwem z dniem 1 lipca 1927 i 1. lokatą w korpusie oficerów inżynierii i saperów[7]
- kapitan – 27 czerwca 1935 ze starszeństwem z dniem 1 stycznia 1935 i 32. lokatą w korpusie oficerów inżynierii i saperów[8] (w marcu 1939, w tym samym stopniu i starszeństwie, zajmował 32. lokatę w korpusie oficerów saperów, grupa liniowa[9])
- major – 5 maja 1941
- podpułkownik – pośmiertnie.

## Ordery i odznaczenia

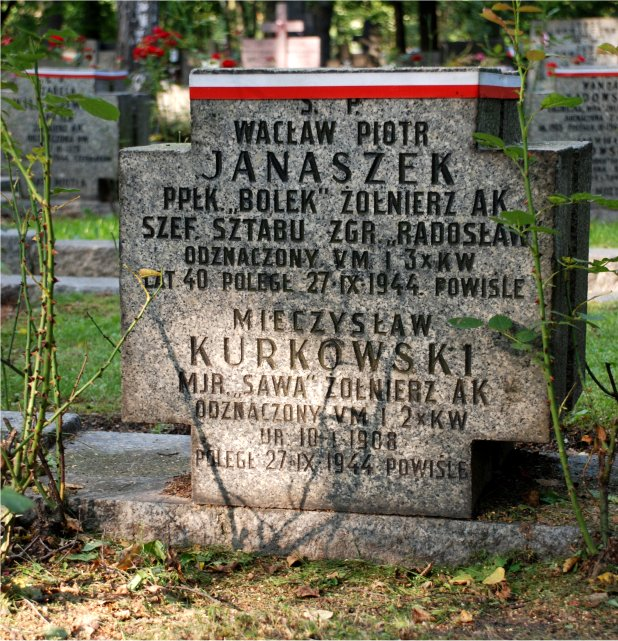
Grób na Powązkach Wojskowych

- Krzyż Srebrny Orderu Virtuti Militari – pośmiertnie 2 października 1944[10] nr 13005[11]
- Krzyż Walecznych trzykrotnie
- Medal Pamiątkowy za Wojnę 1918–1921 „Polska Swemu Obrońcy”
- Medal Dziesięciolecia Odzyskanej Niepodległości